# Ringer-Bundesliga 2021/22
Die DRB-Bundesliga 2021/22 war die 58. Saison in der Geschichte der Ringer-Bundesliga. Die Liga war in vier Staffeln mit insgesamt 26 Mannschaften aufgeteilt, die in einer Vor- und einer Endrunde um die deutsche Meisterschaft kämpften. Die Saison begann am 4. September 2021 und endete mit den Finalkämpfen am 19. und 26. Februar 2022. Deutscher Mannschaftsmeister wurde zum vierten Mal in Folge der SV Wacker Burghausen, der im Finale den ASV Mainz 88 bezwingen konnte.
In dieser Saison trug die Liga erstmals den Namen Birtat-Ringer-Bundesliga (bzw. DRB-Birtat-Bundesliga), benannt nach dem neuen DRB-Sponsor Birtat, einem Unternehmen aus der Lebensmittelindustrie.

## Staffeleinteilung
Nach dem Abbruch der Vorsaison gab es weder Auf- noch Absteiger, so dass die Saison 2021/22 in unveränderter Besetzung stattfindet.
Im Januar 2021 wurde die Bundesliga-Einteilung für die Saison vom DRB bekannt gegeben. Diese sah eine Aufteilung der 26 teilnehmenden Vereine auf drei Staffeln vor.
Im Nachgang der Bundesligatagung vom 5. Februar 2021 stimmten die Bundesligavereine für eine Aufteilung in vier Gruppen. Den Staffeln Ost und Südost wurden jeweils sechs, den Staffeln West und Südwest jeweils sieben Mannschaften zugeordnet.
Staffel Ost
- FC Erzgebirge Aue
- RSV Rotation Greiz
- KSC Germania 07 Hösbach
- SC Siegfried Kleinostheim
- RV Lübtheen
- AV Germania Markneukirchen

Staffel Südost
- SV Wacker Burghausen (amtierender deutscher Meister)
- AC Lichtenfels
- SV St. Johannis Nürnberg
- RKG Reilingen-Hockenheim
- ASV Schorndorf
- SRC Viernheim

Staffel Südwest
- TuS Adelhausen
- RKG Freiburg 2000
- AC Heusweiler
- ASV Hüttigweiler
- KSV Köllerbach
- KV 03 Riegelsberg
- ASV Urloffen

Staffel West
- RC CWS Düren-Merken
- Red Devils Heilbronn
- ASV Mainz 1888
- SV Alemannia Nackenheim
- KSK Konkordia Neuss
- WKG Wrestling Tigers Rhein-Nahe *
- KSV Witten 07

## Vorrunde
| Legende | Legende                        |
| ------- | ------------------------------ |
|         | Teilnahme an der Endrunde      |
|         | Rückzug zum Saisonende         |
|         | Absteiger in die 2. Bundesliga |
| (M)     | Meister der Saison 2019/20     |

Die Vorrunde war in Hin- und Rückrunde unterteilt und fand zwischen dem 4. September und dem 18. Dezember 2021 statt. In den Gruppen Ost und Südost waren zehn Wettkampftage angesetzt, in den Gruppen West und Südwest 14. Trotz der weiterhin grassierenden COVID-19-Pandemie in Deutschland konnten die Wettkämpfe weitgehend ausgetragen werden.

### DRB-Bundesliga Ost
In der Gruppe Ost konnten sich die Ringer des SC Kleinostheim den Staffelsieg sichern und verloren dabei lediglich einen Wettkampf. Auf Rang 2 kam der AV Germania Markneukirchen gefolgt vom RSV Rotation Greiz. Gruppenletzter wurde die Mannschaft des FC Erzgebirge Aue.
| Pl. | Verein                     | K. | Kampfpkte. | Diff. | Pkte. |
| --- | -------------------------- | -- | ---------- | ----- | ----- |
| 1.  | SC Siegfried Kleinostheim  | 10 | 173:940    | +79   | 18:20 |
| 2.  | AV Germania Markneukirchen | 10 | 160:121    | +39   | 16:40 |
| 3.  | RSV Rotation Greiz         | 10 | 145:133    | +12   | 10:10 |
| 4.  | KSC Germania 07 Hösbach    | 10 | 134:122    | +12   | 08:12 |
| 5.  | RV Lübtheen                | 10 | 117:164    | −47   | 04:16 |
| 6.  | FC Erzgebirge Aue          | 10 | 097:192    | −95   | 04:16 |

Der FC Erzgebirge Aue zog sich aus wirtschaftlichen und sportlichen Gründen nach der Saison aus der 1. Bundesliga zurück. In der Folgesaison planen die Auer Ringer in der Regionalliga Mitteldeutschland (III. Klasse) anzutreten.

### DRB-Bundesliga Südost
Der amtierende Meister SV Wacker Burghausen errang den Staffelsieg im Südosten. Der ASV Schorndorf und der SV St. Johannis aus Nürnberg qualifizierten sich ebenfalls für die Endrunde. Die Ringer des SRC Viernheim konnten keinen Sieg verbuchen und landeten auf dem letzten Tabellenplatz.
| Pl. | Verein                   | K. | Kampfpkte. | Diff. | Pkte. |
| --- | ------------------------ | -- | ---------- | ----- | ----- |
| 1.  | SV Wacker Burghausen (M) | 10 | 195:940    | +101  | 18:20 |
| 2.  | ASV Schorndorf           | 10 | 183:910    | 0+92  | 14:60 |
| 3.  | SV St. Johannis Nürnberg | 10 | 148:120    | 0+28  | 14:60 |
| 4.  | AC Lichtenfels           | 10 | 151:138    | 0+13  | 10:10 |
| 5.  | RKG Reilingen-Hockenheim | 10 | 092:195    | −103  | 04:16 |
| 6.  | SRC Viernheim            | 10 | 080:211    | −131  | 00:20 |

### DRB-Bundesliga Südwest
Der KSV Köllerbach wurde Erster in der Südweststaffel, gefolgt von den Teams des ASV Urloffen, des TuS Adelhausen und der RKG Freiburg 2000.
| Pl. | Verein            | K. | Kampfpkte. | Diff. | Pkte. |
| --- | ----------------- | -- | ---------- | ----- | ----- |
| 1.  | KSV Köllerbach    | 12 | 253:100    | +153  | 22:20 |
| 2.  | ASV Urloffen      | 12 | 217:118    | 0+99  | 19:50 |
| 3.  | TuS Adelhausen    | 12 | 223:119    | +104  | 17:70 |
| 4.  | RKG Freiburg 2000 | 12 | 191:155    | 0+36  | 12:12 |
| 5.  | AC Heusweiler     | 12 | 143:242    | 0−99  | 08:16 |
| 6.  | KV 03 Riegelsberg | 12 | 097:252    | −155  | 04:20 |
| 7.  | ASV Hüttigweiler  | 12 | 098:236    | −138  | 02:22 |

### DRB-Bundesliga West
In der Gruppe West konnten sich die Red Devils Heilbronn durchsetzen. Auf Rang 2 und 3 folgten der ASV Mainz 88 und der KSV Witten. Der SV Alemannia Nackenheim sicherte sich mit Platz 4 ebenfalls einen Startplatz für die Endrunde. Der KSK Konkordia Neuss kam nur auf den letzten Platz.
| Pl. | Verein                          | K. | Kampfpkte. | Diff. | Pkte. |
| --- | ------------------------------- | -- | ---------- | ----- | ----- |
| 1.  | Red Devils Heilbronn            | 12 | 239:115    | +124  | 20:40 |
| 2.  | ASV Mainz 1888                  | 12 | 248:113    | +135  | 18:60 |
| 3.  | KSV Witten 07                   | 12 | 168:175    | 00−7  | 16:80 |
| 4.  | SV Alemannia Nackenheim         | 12 | 206:187    | 0+19  | 14:10 |
| 5.  | WKG Wrestling Tigers Rhein-Nahe | 12 | 155:220    | 0−65  | 07:17 |
| 6.  | RC CWS Düren-Merken             | 12 | 130:254    | −124  | 06:18 |
| 7.  | KSK Konkordia Neuss             | 12 | 137:219    | 0−82  | 03:21 |

## Play-offs
Die Play-offs umfassen die Achtelfinal-Begegnungen am 8. und 15. Januar 2022, das Viertelfinale am 22. und 29. Januar, das Halbfinale am 5. und 12. Februar sowie die beiden Finalkämpfe am 19. und 26. Februar 2022.

### Achtelfinale
Die Wettkämpfe des Achtelfinals wurden am 18. Dezember 2021 ausgelost.
|                          |                            | Hinkampf | Rückkampf | Gesamt |
| ------------------------ | -------------------------- | -------- | --------- | ------ |
| SV St. Johannis Nürnberg | ASV Mainz 88               | 09:20    | 08:26     | 17:46  |
| KSV Witten 07            | KSV Köllerbach             | 04:27    | 00:36     | 04:63  |
| TuS Adelhausen           | ASV Schorndorf             | 09:20    | 03:32     | 12:52  |
| RKG Freiburg 2000        | SC Siegfried Kleinostheim  | 08:19    | 14:19     | 22:38  |
| RSV Rotation Greiz       | ASV Urloffen               | 40:0 *   | 40:0 *    | 80:00  |
| SV Alemannia Nackenheim  | SV Wacker Burghausen       | 09:18    | 00:40     | 09:58  |
| AC Lichtenfels           | AV Germania Markneukirchen | 17:17    | 15:12     | 32:29  |
| KSC Germania 07 Hösbach  | Red Devils Heilbronn       | 12:15    | 06:23     | 18:38  |

### Viertelfinale
|                      |                           | Hinkampf | Rückkampf | Gesamt |
| -------------------- | ------------------------- | -------- | --------- | ------ |
| ASV Mainz 88         | KSV Köllerbach            | 15:80    | 11:16     | 26:24  |
| ASV Schorndorf       | SC Siegfried Kleinostheim | 14:80    | 12:16     | 26:24  |
| SV Wacker Burghausen | RSV Rotation Greiz        | 29:5 *   | 26:6 *    | 55:11  |
| AC Lichtenfels       | Red Devils Heilbronn      | 03:21    | 10:28     | 13:49  |

### Halbfinale
|                      |                      | Hinkampf | Rückkampf | Gesamt |
| -------------------- | -------------------- | -------- | --------- | ------ |
| ASV Mainz 88         | ASV Schorndorf       | 14:11    | 12:14     | 26:25  |
| SV Wacker Burghausen | Red Devils Heilbronn | 17:90    | 14:14     | 31:23  |

### Finale
|              |                      | Hinkampf | Rückkampf | Gesamt |
| ------------ | -------------------- | -------- | --------- | ------ |
| ASV Mainz 88 | SV Wacker Burghausen | 12:12    | 11:18     | 23:30  |